# Presidentvalet i Iran 2009
Presidentvalet i Iran som hölls den 12 juni 2009 var det tionde allmänna presidentvalet som hållits i Iran. Irans president är det högsta ämbetet som utses genom folkliga val. Alla kandidater måste godkännas av Väktarrådet. Alla iranska medborgare som fyllt 18 år är röstberättigade (totalt ca 46,2 miljoner). En kandidat måste vinna majoriteten, det vill säga över hälften av rösterna, för att bli president. Om ingen får egen majoritet i första omgången, blir det alltså en andra omgång mellan de två toppkandidaterna.

## Officiella kandidater
Den sittande presidenten Mahmoud Ahmadinejad ställde upp för omval. Den iranska reformrörelsen hade försökt enas kring en kandidat. Förre presidenten Mohammad Khatami tillkännagav den 8 februari att han kandiderade, men redan den 16 mars drog han tillbaka sin kandidatur. Samtidigt uttalade han sitt stöd för en annan reformvänlig kandidat, Irans förre premiärminister Mir-Hossein Mousavi, som Khatami menade hade bättre chanser i konkurrensen mot Irans konservativa etablissemang. De övriga kandidaterna var förre talmannen i parlamentet (majlis) Mehdi Karroubi, även han reformist, samt förre ledaren för Islamiska revolutionsgardet Mohsen Rezaei, som räknas som konservativ. Från början fanns betydligt fler kandidater men endast de fyra nämnda blev godkända av Irans väktarråd.
Opinionsundersökningar i Iran anses statistiskt osäkra och har tidigare år även stoppats av myndigheterna. 2002 upplöste man en organisation med namnet Ayandeh som genomför sådana mätningar. Dess ledare Abbas Abdi arresterades och satt i fängelse flera år.[källa behövs] Ett antal mätningar gjordes dock inför 2009 års val, varav några visade att Mousavi skulle kunna vinna, medan andra visade att Ahmadinejad hade störst stöd.

## Resultat
När vallokalerna stängt hävdade både Mahmoud Ahmadinejad och Mir-Hossein Mousavi att de vunnit valet. Båda påstod att de fått 58-60% av rösterna. När två tredjedelar av rösterna räknats meddelade den iranska nyhetsbyrån IRNA att Ahmadinejad fått 66% av rösterna och Mousavi 33% av rösterna. Mousavi varnade det iranska folket för att valfusk kan ha förekommit. Även bedömare på internationella nyhetsmedier uttryckte tvivel över resultatets äkthet.
Det resultat som förelåg den 17 juni (se tabell) skiljer sig endast marginellt från de tidiga officiella prognoserna.
Den 17 juni meddelade Väktarrådet via statliga medier att de var redo att räkna om rösterna i omstridda valkretsar. Den 29 juni kom ett besked från Väktarrådet att den nya rösträkningen "bekräftade president Ahmadinejads seger" och inga fler formella protester kan lämnas angående valresultatet.
| Mahmoud Ahmadinejad                           | 24 527 516 | 62,63 |
| Mir-Hossein Mousavi                           | 13 216 411 | 33,75 |
| Mohsen Rezaei                                 | 678 240    | 1,73  |
| Mehdi Karroubi                                | 333 635    | 8,85  |
| Summa (valdeltagande 85 %)                    | 38 755 802 | 100,0 |
| Källa: BBC (persisk), uppdaterad 17 juni 2009 |            |       |

### Provinsresultat
Den 15 juni rapporterade den iranska statsägda PressTV det som enligt inrikesministeriet är resultaten per provins (se tabell). Om resultatet kan nämnas att skillnaden mellan Mousavis och Ahmadinejads röstandelar var betydligt mindre i Teheran än i de flesta andra provinser.
| Provins                                           | Mahmoud Ahmadinejad        | Mehdi Karroubi | Mir-Hossein Mousavi | Mohsen Rezaei | Ogiltiga röster | Totalt antal röster |
| ------------------------------------------------- | -------------------------- | -------------- | ------------------- | ------------- | --------------- | ------------------- |
| Ardabil                                           | 325,911                    | 2,319          | 302,825             | 6,578         | 4,372           | 642,005             |
| Östazarbaijan                                     | 1,131,111                  | 7,246          | 837,858             | 16,920        | 17,205          | 2,010,340           |
| Västazarbaijan                                    | 623,946                    | 21,609         | 656,508             | 12,199        | 20,094          | 1,334,356           |
| Bushehr                                           | 299,357                    | 3,563          | 177,268             | 7,607         | 6,193           | 493,989             |
| Chahar Mahal och Bakhtiari                        | 359,578                    | 4,127          | 106,099             | 22,689        | 2,953           | 495,446             |
| Fars                                              | 1,758,026                  | 16,277         | 706,764             | 23,871        | 18,359          | 2,523,300           |
| Gilan                                             | 998,573                    | 7,183          | 453,806             | 12,022        | 11,674          | 1,483,258           |
| Golestan                                          | 515,211                    | 10,097         | 325,806             | 5,987         | 14,266          | 869,453             |
| Hamadan                                           | 765,723                    | 12,032         | 218,481             | 13,117        | 9,816           | 1,019,169           |
| Hormozgan                                         | 482,990                    | 5,126          | 241,988             | 7,237         | 5,683           | 843,024             |
| Ilam                                              | 199,654                    | 7,471          | 96,826              | 5,221         | 3,495           | 312,667             |
| Esfahan                                           | 1,799,255                  | 14,579         | 746,697             | 51,788        | 25,162          | 2,637,482           |
| Kerman                                            | 1,160,446                  | 4,977          | 318,250             | 12,016        | 10,125          | 1,505,814           |
| Kermanshah                                        | 573,568                    | 10,798         | 374,188             | 11,258        | 13,610          | 983,422             |
| Nordkhorasan                                      | 341,104                    | 2,478          | 113,218             | 4,129         | 3,072           | 464,001             |
| Razavikhorasan                                    | 2,214,801                  | 13,561         | 884,570             | 44,809        | 24,240          | 3,181,990           |
| Sydkhorasan                                       | 285,983                    | 928            | 90,363              | 3,962         | 1,920           | 383,157             |
| Khuzestan                                         | 1,303,129                  | 15,934         | 552,636             | 139,124       | 28,022          | 2,038,845           |
| Kohgiluyeh och Buyer Ahmad                        | 253,962                    | 4,274          | 98,937              | 8,542         | 2,311           | 368,707             |
| Kurdistan                                         | 315,689                    | 13,862         | 261,772             | 7,140         | 12,293          | 610,757             |
| Lorestan                                          | Inga resultat rapporterade |                |                     |               |                 |                     |
| Markazi                                           | 572,988                    | 4,675          | 190,349             | 10,057        | 7,889           | 785,961             |
| Mazandaran                                        | 1,289,257                  | 10,050         | 585,373             | 19,587        | 15,571          | 1,919,838           |
| Qazvin                                            | 498,061                    | 2,690          | 177,542             | 7,978         | 6,084           | 692,355             |
| Qom                                               | 422,457                    | 2,314          | 148,467             | 16,297        | 9,505           | 599,040             |
| Semnan                                            | 295,177                    | 2,147          | 77,754              | 4,440         | 3,790           | 383,308             |
| Sistan och Baluchistan                            | 450,269                    | 12,504         | 507,946             | 6,616         | 5,585           | 982,920             |
| Teheran                                           | 3,819,945                  | 67,334         | 3,371,523           | 147,487       | 115,701         | 7,521,540           |
| Yazd                                              | 337,178                    | 2,565          | 255,799             | 8,406         | 5,908           | 609,856             |
| Zanjan                                            | 444,480                    | 2,223          | 126,561             | 7,276         | 5,181           | 585,721             |
| Källa: Inrikesministeriet, rapporterat av PressTV |                            |                |                     |               |                 |                     |

## Reaktioner
Efter att resultatet av landets presidentval offentliggjorts utbröt demonstrationer mot den sittande regimen på olika håll i landet. De oppositionella hävdade att fusk och övergrepp låg bakom Ahmadinejads vinst i valet. I Teheran förekom våldsamma protester med sammandrabbningar mellan Mousavi-anhängare och polis, massvis med demonstranter dödades och fler blev gripna.
Studentskan Neda Agha-Soltani blev en symbol för den iranska oppositionen sedan vittnen hävdat att hon sköts ihjäl av basijmilisen trots att hon inte själv aktivt deltog i någon demonstration. Miljoner människor världen över har sett videofilmer på internet som visar hennes död.